# Rudolf Daber
Rudolf Daber (* 1. Juni 1929 in Landsberg an der Warthe) ist ein deutscher Paläontologe und Geologe. Er war von 1974 bis 1980 Vorsitzender der Gesellschaft für Geologische Wissenschaften der Deutschen Demokratischen Republik (DDR) und Direktor des Museums für Naturkunde in Berlin. Sein botanisches Autorenkürzel lautet „Daber“.

## Leben
Daber, Sohn eines Journalisten, studierte nach dem Abitur 1947 bis 1951 an der Martin-Luther-Universität in Halle (Saale) und an der Humboldt-Universität (HU) in Berlin Geologie. 1954 wurde Daber promoviert und 1957 habilitiert. Nach drei Jahren als Dozent wurde er 1961 Professor für Paläobotanik und Direktor des Instituts für Paläobotanik und des Museums für Naturkunde der HU Berlin.
1961 wurde Daber stellvertretender Vorsitzender und 1974 Vorsitzender der Gesellschaft für Geologische Wissenschaften der DDR und blieb dies bis 1980. Von 1983 bis 1986 war er Professor für Geologie an der Universität Maputo in Mosambik. Heute lebt er in Berlin.
Dabers Forschungsschwerpunkte sind Untersuchungen über die Entwicklung der Pflanzenwelt in der Erdgeschichte, insbesondere die Karbonflora.

## Werke
- Rudolf Daber: Parallelisierung der Flöze des Zwickauer und des Lugau-Oelsnitzer Steinkohlenreviers auf Grund paläobotanischer Untersuchungen. Berlin 1957.
- Rudolf Daber: Die Mittel-Visé-Flora der Tiefbohrungen von Doberlug-Kirchhain. Berlin 1959.
- Rudolf Daber (Hrsg.): Evolution – Naturgeschichte höherer Pflanzen. Berlin 1980.
- Rudolf Daber, H. Haubold (Hrsg.): Lexikon der Fossilien, Minerale u. geolog. Begriffe. Leipzig 1989.
- Rudolf Daber, J. Helms (Hrsg.): Das große Fossilienbuch. Urania Verlag Leipzig, Leipzig 1978.